# An Jong-hak
An Jong-hak (korejsky: 안영학; hanča: 安英學; * 25. října 1978) je bývalý japonsko-severokorejský fotbalový záložník. Byl členem severokorejského národního fotbalového týmu.

## Kariérní statistiky

### Klubové statistiky
Platí k 23. únoru 2016.
| Sezóna, klub a liga | Sezóna, klub a liga | Sezóna, klub a liga | Liga   | Liga | Pohár  | Pohár | Ligový pohár | Ligový pohár | Kontinentální | Kontinentální | Celkově | Celkově |
| Sezóna              | Klub                | Liga                | Zápasy | Góly | Zápasy | Góly  | Zápasy       | Góly         | Zápasy        | Góly          | Zápasy  | Góly    |
| ------------------- | ------------------- | ------------------- | ------ | ---- | ------ | ----- | ------------ | ------------ | ------------- | ------------- | ------- | ------- |
| 2002                | Albirex Niigata     | J2 League           | 3      | 39   | 2      | 2     | —            | —            | —             | —             | 41      | 5       |
| 2003                | Albirex Niigata     | J2 League           | 1      | 29   | 0      | 0     | —            | —            | —             | —             | 29      | 1       |
| 2004                | Albirex Niigata     | J1 League           | 3      | 26   | 1      | 0     | 4            | 0            | —             | —             | 31      | 3       |
| 2005                | Nagoja Grampus      | J1 League           | 0      | 21   | 2      | 0     | 0            | 0            | —             | —             | 23      | 0       |
| 2006                | Pusan IPark         | K League 1          | 2      | 17   | 1      | 0     | 12           | 1            | —             | —             | 30      | 3       |
| 2007                | Pusan IPark         | K League 1          | 3      | 22   | 2      | 0     | 8            | 1            | —             | —             | 32      | 4       |
| 2008                | Suwon Bluewings     | K League 1          | 0      | 4    | 1      | 0     | 5            | 0            | —             | —             | 10      | 0       |
| 2009                | Suwon Bluewings     | K League 1          | 2      | 14   | 3      | 0     | 0            | 0            | —             | —             | 17      | 2       |
| 2010                | Ómija Ardija        | J1 League           | 0      | 17   | 1      | 0     | 1            | 0            | —             | —             | 19      | 0       |
| 2011                | Kašiwa Reysol       | J1 League           | 0      | 2    | 0      | 0     | 1            | 0            | —             | —             | 3       | 0       |
| 2012                | Kašiwa Reysol       | J1 League           | 0      | 6    | 1      | 0     | 1            | 0            | 2             | 0             | 10      | 0       |
| 2014                | Jokohama FC         | J2 League           | 2      | 27   | 0      | 0     | —            | —            | —             | —             | 27      | 2       |
| 2015                | Jokohama FC         | J2 League           | 1      | 7    | 0      | 0     | —            | —            | —             | —             | 0       | 0       |
| Celkově             | Celkově             | Celkově             | 17     | 251  | 14     | 2     | 32           | 2            | 2             | 0             | 299     | 21      |

### Reprezentační góly
| Gól | Datum            | Místo                                         | Soupeř    | Skóre | Výsledek | Soutěž                                           |
| --- | ---------------- | --------------------------------------------- | --------- | ----- | -------- | ------------------------------------------------ |
| 1.  | 8. září 2004     | Yanggakdo Stadium, Pchjongjang, Severní Korea | Thajsko   | 1–0   | 4–1      | Kvalifikace na Mistrovství světa ve fotbale 2006 |
| 2.  | 8. září 2004     | Yanggakdo Stadium, Pchjongjang, Severní Korea | Thajsko   | 4–1   | 4–1      | Kvalifikace na Mistrovství světa ve fotbale 2006 |
| 3.  | 5. prosince 2012 | Hong Kong Stadium, Hongkong                   | Austrálie | 1–1   | 1–1      | Mistrovství východní Asie ve fotbale 2013        |

## Úspěchy

### Albirex Niigata
- J2 League (1): 2003

### Suwon Bluewings
- K League 1 (1): 2008
- Korejský FA Cup (1): 2009
- Korejský ligový pohár (1): 2008

### Kašiwa Reysol
- J1 League (1): 2011
- Japonský superpohár (1): 2012